# Hà Văn Mạo
Hà Văn Mạo (1928-2016) là một giáo sư đầu ngành y quân đội trong lĩnh vực tiêu hóa. Ông được tặng danh hiệu Thầy thuốc Nhân dân vào năm 2001.

## Tiểu sử
Hà Văn Mạo sinh ngày 01 tháng 1 năm 1928, trong một gia đình dòng dõi Nho học ở làng Tiên Điền, huyện Nghi Xuân, tỉnh Hà Tĩnh. Thân phụ ông là cụ Hà Văn Đại, đỗ phó bảng, làm quan nổi tiếng thanh liêm. Mẹ ông, cụ Nguyến Thị Khuê, là cháu nội tiến sĩ Nguyễn Xuân Ôn, thủ lĩnh Cần vương ở Nghệ An..
Năm 1936, khi cha nhận chức tri phủ ở huyện Sơn Tịnh, tỉnh Quảng Ngãi, Hà Văn Mạo theo cha vào học lớp 1 đến hết lớp 3 ở trường Quốc học Huế.
Năm 1946, 19 tuổi, Hà Văn Mạo đỗ Tú tài toàn phần cả hai bằng Triết học và Toán học rồi học năm thứ nhất Đại học Y khoa Hà Nội.
Kháng chiến toàn quốc bùng nổ, Hà Văn Mạo trở vào Quân khu 4 công tác. Tại đây, anh vừa là cán bộ quân y, vừa dạy học văn hóa cho cán bộ, chiến sĩ và nhân dân, lại vừa dự học và đỗ đầu khóa thứ nhất lớp Toán học đại cương do Bộ Giáo dục mở tại Nam Đàn, Nghệ An, được giáo sư Nguyễn Thúc Hào trực tiếp giảng dạy. 
Năm 1948, ông trở về trường Đại học Y khoa Việt Bắc tiếp tục con đường học và nghiên cứu khoa học. dưới sự dạy dỗ, hướng dẫn của các giáo sư Hồ Đắc Di, Tôn Thất Tùng, Đặng Văn Ngữ... Cũng trong thời gian đó ông tham gia vào đội phẫu thuật của Giáo sư Tôn Thất Tùng trong các chiến dịch: Trung du, Đường 18, Hòa Bình, Biên giới... 
Đầu năm 1952, theo điều động của Cục Quân y, ông cùng một số đồng đội bí mật vào vùng địch hậu Tả ngạn nhận công tác. Lúc này ông là Trưởng ban Quân y kiêm Phó phòng Hậu cần Quân khu, cùng với các bác sĩ, y sĩ... vừa làm nhiệm vụ cứu chữa, vừa lo cất giấu thương bệnh binh, bảo vệ an toàn cho các thầy thuốc và anh em thương binh.
Năm 1954 Hà Văn Mạo được bầu là chiến sĩ thỉ đua, được đi dự Đại hội chiến sĩ thi đua Quân khu Tả ngạn. Năm 1955 anh tốt nghiệp Đại học Y khoa với điểm xuất sắc về công trình nghiên cứu chữa bệnh hội chứng buốt thần kỉnh. Giáo sư Hồ Đắc Di đã đặc biệt khen ngợi về công trình này của ông.
Sau hòa bình lập lại, Hà Văn Mạo trở về Bệnh viện Trung ương Quân dội 108, giữ chức chủ nhiêm khoa Tĩêu hóa (A3), tiếp tục theo đuổi những ý tưởng nghiên cứu khoa học. Nhiều công trình nghiên cứu của ông về tiêu hóa, huyết học, ung thư tiêu hóa, ung thư huyết học đã được hoàn thành trong thời kỳ này. Ông cũng là người đầu tiên thực hiện ở miền Bắc các kỹ thuật nội soi thực qụản, dạ dày và trực tràng bằng ống soi nửa cứng, chọc sinh thiết gan bằng kim Menghini tạo điều kiện cho việc đi sâu vào nghiên cứu các bệnh về gan.
Từ 1965, theo yêu cầu của Quân đội, Hà Văn Mạo đổi tên thành Hà Việt cấp tốc lên đường vào chiến trường Quân khu 5. Ông cùng đồng đội vượt qua khó khăn gian khổ thiếu thốn, từng bước xây dựng một bệnh xá từ chỗ có 5 giường bệnh trở thành Viện Quân y 17, bệnh viện đa khoa tuyến cuối của Quân khu 5. 
Đầu 1974, sau 9 năm ở chiến trường, ông được lệnh trở ra Hà Nội và được sang Cộng hòa dân chủ Đức tu nghiệp, thực tập sinh. 
Cuối 1976, về nước, ông trở lại cương vị chủ nhiệm khoa tiêu hóa (A3) Bệnh viện Trung ương Quân đội 108, trờ thành chuyên viên đầu ngành tiêu hóa quân đội kiêm giảng viên tại Học viện Quân y Bộ Quốc phòng. Các công trình về phát hiện ung thư dạ dày sớm, phương pháp chụp mật qua da, phương pháp chụp mật tụy ngược dòng... đã lần lượt hoàn thành vầ được ứng dụng vào thực tiễn. Tiếp đó hàng loạt các công trình nghiên cứu của ông lại lần lượt hoàn thành. Công trình “Phòng chống bệnh ung thư gan nguyên phát” là một đề tài ám ảnh đeo đuổi ông suối cả cuộc đời.
Thời kỳ này ông bảo vệ thành công luận án tiến sĩ, với đề tài “Góp phần nghiên cứu bệnh ung thư biểu mô tế bào gan: đặc điểm lâm sàng, giá trị một số phương pháp chẩn đoán và thăm dò tác dụng phòng chống của biệt dược Gacavit”.
Ông đã cùng vói Giáo sư Đinh Ngọc Lâm nghiên cứu và hoàn thành các đề tài nghiên cứu và sản xuất thử nghiệm thuốc Gacavit, một loại dược phẩm có nguồn gốc từ một dược liệu thảo mộc trong nước được dừng cho bênh nhân để khắc phục các tác hại của chất độc điôxin đối vói tế bào và sinh vật bị nhiễm độc, hạn chế những tế bào đó phát triển thành ung thư gan ở những bênh nhân có nguy cơ cao. Dược phẩm Gacavit đã được Cục Quản lý dược, Bộ Y tế cấp giấy phép sản xuất và cho lưu hành trên thị trường toàn quốc và được Cục Sáng chế, Bộ Khoa học Công nghệ và Môi trường cấp Bằng độc quyền giải pháp hữu ích ngày 24/8/1990.
Bên cạnh hàng chục đề tài cấp Bộ và cấp Nhà nước được nghiệm thu và đảnh gỉá cao ông còn có các đề tài hợp tác quốc tế. Nhiều công trình nghiên cứu của ông cũng đã được báo cáo tại các hội nghị Tiêu hóa: châu Á Thái Bình Dương, châu Âu, Nhật Bản. Ông đã cho công bố gần 70 bài báo bằng tiếng Việt và bằng tiếng nước ngoài, xuất bản 8 cuốn sách, và tham gia viết bài trong cuốn “Bách khoa thư Y học”, tập 3..
Ngoài chức vụ Chủ nhiệm khoa Tiêu hóa Viện 108 và chuyên viên đầu ngành Tiêu hóa quân đội, ông kiêm giảng viên Học viện Quân y. Tại đây ông đã góp phần đào tạo đội ngũ những thầy thuốc trong quân đội, đã hướng dẫn khoa học chính cho 6 nghiên cứu sinh bảo vệ thành công luận án tiến sĩ. 
Ông được Nhà nước phong tặng Phó Giáo sư Y học (1984) rồi Giáo sư Y học (1991), danh hiệu Thầy thuốc ưu tú (1995) và Thầy thuốc nhân dân (2001). Ông là một trong số ít các nhà khoa học Việt Nam trở thành thành viên Viện Hàn lâm khoa học New York (1998). Ông đã từng làm cố vấn khoa học cho các Hội nghị Tiêu hóa quốc tế tại Philippin (1996), Thái Lan (1998), Ôtxtraylia (2001)...
Sau khi nghỉ hưu, ông vẫn hoạt động có hiệu quả để phục vụ bệnh nhân và xây dựng ngành, lãnh đạo trung tâm nghiên cứu phòng chống ung thư và làm giảng viên kiêm chức ở Học viện Quân y. Ông từng là Phó Chủ tịch Hội Tiêu hóa Việt Nam, Chủ tịch Hội Gan Mật Việt Nam, uỷ viên các Uỷ ban chuyên khoa của Hội tiêu hóa thế giới OMGE, uỷ viên chấp hành Hội Gan Mật Đông Nam Á. Ông đã được mời giảng bài và thuyết trình khoa học tại nhiều trường đại học trên thế giới.
Ông mất tháng 8 năm 2016, thọ 88 tuổi..